# بيوتر نيكولايفيتش رنجل
بيوتر نيكولايفيتش رنجل كان ضابطا في الجيش القيصري الروسي أثناء الحرب العالمية الأولى وقائد القوات الروسية المناوئة للشيوعيين أثناء الحرب الأهلية في روسيا 1917 التي كانت تعرف باسم الجيش الأبيض. هزم في شبه جزيرة القرم عام 1923 أمام ميخائيل فرونز حيث فقد اكتر من نصف قواته ثم فر من القرم بما تبقي من قواته. توفي في المنفى في بروكسل عام 1928 بعد صراع مع المرض.

## روابط خارجية
- بيوتر نيكولايفيتش رنجل على موقع الموسوعة البريطانية (الإنجليزية)